# Emmerting
Emmerting település Németországban, azon belül Bajorországban. Lakosainak száma 4254 fő (2023. december 31.). Emmerting Burgkirchen an der Alz és Kastl községekkel határos.

## Népesség
A település népessége az elmúlt években az alábbi módon változott:
| Lakosok száma | 418  | 1331 | 2360 | 3285 | 4068 | 4098 | 4138 | 4143 | 4079 | 4254 |
|               | 1875 | 1950 | 1975 | 1987 | 2012 | 2014 | 2016 | 2017 | 2021 | 2023 |